# Rebellion (2021)
Pour les articles homonymes, voir Rebellion (homonymie).
Rebellion est un pay-per view de catch professionnel présenté par la fédération Impact Wrestling. c'est le troisième événement de la chronologie des Rebellion. Il s'agit d'un PPV historique vu que Kenny Omega remporte le TNA World Heavyweight Championship ainsi que le IMPACT World Championship et étant le AEW World Champion, il devient le premier triple champion du monde et aussi le premier champion de la TNA hors contrat TNA

## Contexte
Cet événement de catch professionnel présente différents matchs impliquant des catcheurs heel (méchant) et face (gentil), ils combattent sous un script écrit à l'avance.

## Tableau des matchs
| Ordre par numéros | Résultat | Stipulation(s)                                                                                   | Temps |
| --- | --- | ------------------------------------------------------------------------------------------------ | ----- |
| 1P | Rosemary & Havok battent Kimber Lee & Susan | Tag Team match                                                                                   | —     |
| 2 | Josh Alexander bat Ace Austin (c) et TJP | Three-Way match pour le Championnat de la X-Division d'Impact                                    | 11:15 |
| 3 | Violent By Design (Deaner, Joe Doering & Rhino) et W. Morrissey (avec Eric Young) battent Chris Sabin, Eddie Edwards, James Storm & Willie Mack | Eight Man Tag Team match                                                                         | 10:05 |
| 4 | Brian Myers bat Matt Cardona | Match simple                                                                                     | 9:45  |
| 5 | Jordynne Grace & Rachael Ellering (avec Jazz) battent Fire N Flava (Kiera Hogan & Tasha Steelz) (c)                                             | Tag Team match pour les Championnats des Knockouts par équipe d'Impact                           | 9:20  |
| 6 | Trey Miguel bat Sami Callihan | Last Man Standing match                                                                          | 15:25 |
| 7 | FinJuice (David Finlay & Juice Robinson) (c) battent The Good Brothers (Doc Gallows & Karl Anderson)                                            | Tag Team match pour les Championnats du monde par équipe d'Impact                                | 10:35 |
| 8 | Deonna Purrazzo (avec Kimber Lee & Susan) (c) bat Tenille Dashwood (avec Kaleb with a K)                                                        | Match simple pour le Championnat des Knockouts d'Impact                                          | 9:45  |
| 9 | Kenny Omega (AEW) (avec Don Calis et The Good Brothers) bat Rich Swann (Impact) (avec Eddie Edwards et Willie Mack)                             | Winner Take All match pour le Championnat du monde de la AEW et le Championnat du monde d'Impact | 23:00 |
| La lettre C placée entre parenthèses désigne la personne ou l’équipe championne en titre. P – indique que le match a eu lieu lors du pré-show | |                                                                                                  |       |